# Pachycheilosuchus
Pachycheilosuchus (betekent 'krokodil met dikke lippen') is een geslacht van uitgestorven neosuchide Crocodylomorpha uit het Vroeg-Krijt van Texas, Verenigde Staten. Deze crocodylomorf, voorheen gedeeltelijk bekend als de 'Glen Rose Form', valt op door zijn procoele wervels, anders alleen gevonden bij afgeleide eusuchide krokodillen (de wervels articuleren met een kom op het voorste gewrichtsfacet en een afgerond achterste facet), een dikke marge op de maxillae (de belangrijkste tanddragende botten van de bovenkaak: de bovenkaaksbeenderen) en een pantser op de nek gevormd door de samensmelting van zes afzonderlijke schubben.

## Naamgeving
Pachycheilosuchus is gebaseerd op holotype SMU 75278, een rechterbovenkaaksbeen. Toegewezen zijn de overblijfselen van minstens dertien andere individuen, die het grootste deel van het skelet vertegenwoordigen, behalve de handen, voeten en een deel van de schedel. De overblijfselen werden teruggevonden in de buurt van de top van de Glen Rose-formatie van Erath County in het centrum van Texas, in rotsen die dateren uit het vroege fauna van het Albien. De fossielen werden gevonden in een beenderbed in een kalkstenen rotsblok, met verspreide lenzen van moddersteen, waarschijnlijk afgezet in een ondiepe, beschermde omgeving met brak water in de buurt van de kust. 
De typesoort is Pachycheilosuchus trinquei, in 2003 benoemd en beschreven door Jack Rogers. De geslachtsnaam betekent 'diklipkrokodil'. De soortaanduiding is ter ere van Lance Trinque, een veldassistent die hielp bij het ontdekken en opgraven van de vindplaats waar de overblijfselen van dit dier werden gevonden.

## Beschrijving
Het was geen grote krokodil; bijvoorbeeld van de verzamelde dijbeenderen, is de langste gemeten slechts 91,2 millimeter lang. De lichaamslengte wordt geschat op 63,5 tot 80 centimeter, op twee manieren. Hoewel de overblijfselen klein zijn, lijkt het erop dat tenminste enkele van de individuen volwassen waren, met vergroeiing van delen van individuele wervels. Bovendien werd een 49 millimeter lang krokodilachtig ei teruggevonden bij de skeletfossielen, en het is van redelijke grootte om afkomstig te zijn van een individu met een lengte van 63,5 centimeter, wat suggereert dat sommige van de individuen geslachtsrijp waren.
De maxillae hadden overhangende lippen langs de buitenranden en de rij tanden was op afstand van de rand geplaatst. Eén bovenkaaksbeen heeft een ovale doorboring, 5 bij 6,5 millimeter, waarschijnlijk gemaakt door een groter roofdier. De snuit was kort en plat. De wervels waren procoel in de nek, rug en een deel van de staart, en de procoele vorm was het sterkst ontwikkeld in de halswervels. Procoelie is een type wervelarticulatie, gebaseerd op de vorm van de voorste en achterste vlakken van het wervelcentrum. In procoele wervels articuleren de wervels met een hol voorste oppervlak en een bolvormig achterste oppervlak. De wervels van Pachycheilosuchus hadden ook een klein kuiltje of holte op het achterste oppervlak, waardoor deze botten anders waren dan de procoele wervels die een kenmerk zijn van afgeleide eusuchische krokodilachtigen. Vanwege dit verschil, en omdat Pachycheilosuchus niet veel van de andere kenmerken van eusuchiërs had, is het waarschijnlijk dat de procoelie onafhankelijk is geëvolueerd. De ellepijp, het belangrijkste bot van de onderarm, is sterk gebogen. Pachycheilosuchus had als deel van zijn pantser een uniek schild van beenplaten voor zijn nek, bestaande uit zes samengesmolten individuele platen.

## Classificatie
Met behulp van een cladistische analyse ontdekte Rogers dat Pachycheilosuchus hoogstwaarschijnlijk het dichtst bij de Atoposauridae stond. Deze clade van kleine Crocodylomorpha is ook bekend uit het Vroeg-Krijt en omvat enkele leden met procoele wervels. Een daaropvolgende studie uit 2011 wees echter uit dat Pachycheilosuchus lid was van Hylaeochampsidae, een groep basale eusuchiërs, zoals weergegeven in het onderstaande cladogram.
|  | Iharkutosuchus                                                                             |
|  |                                                                                            |
|  | \| \| Pietraroiasuchus ormezzanoi \| \| \| \| \| \| Pachycheilosuchus trinquei \| \| \| \| |
|  |                                                                                            |
|  | Pietraroiasuchus ormezzanoi                                                                |
|  |                                                                                            |
|  | Pachycheilosuchus trinquei                                                                 |
|  |                                                                                            |

|  | Pietraroiasuchus ormezzanoi |
|  |                             |
|  | Pachycheilosuchus trinquei  |
|  |                             |

|  | Iharkutosuchus                                                                             |
|  |                                                                                            |
|  | \| \| Pietraroiasuchus ormezzanoi \| \| \| \| \| \| Pachycheilosuchus trinquei \| \| \| \| |
|  |                                                                                            |
|  | Pietraroiasuchus ormezzanoi                                                                |
|  |                                                                                            |
|  | Pachycheilosuchus trinquei                                                                 |
|  |                                                                                            |

|  | Pietraroiasuchus ormezzanoi |
|  |                             |
|  | Pachycheilosuchus trinquei  |
|  |                             |

|  | Iharkutosuchus                                                                             |
|  |                                                                                            |
|  | \| \| Pietraroiasuchus ormezzanoi \| \| \| \| \| \| Pachycheilosuchus trinquei \| \| \| \| |
|  |                                                                                            |
|  | Pietraroiasuchus ormezzanoi                                                                |
|  |                                                                                            |
|  | Pachycheilosuchus trinquei                                                                 |
|  |                                                                                            |

|  | Pietraroiasuchus ormezzanoi |
|  |                             |
|  | Pachycheilosuchus trinquei  |
|  |                             |

|  | Iharkutosuchus                                                                             |
|  |                                                                                            |
|  | \| \| Pietraroiasuchus ormezzanoi \| \| \| \| \| \| Pachycheilosuchus trinquei \| \| \| \| |
|  |                                                                                            |
|  | Pietraroiasuchus ormezzanoi                                                                |
|  |                                                                                            |
|  | Pachycheilosuchus trinquei                                                                 |
|  |                                                                                            |

|  | Pietraroiasuchus ormezzanoi |
|  |                             |
|  | Pachycheilosuchus trinquei  |
|  |                             |

|  | Iharkutosuchus                                                                             |
|  |                                                                                            |
|  | \| \| Pietraroiasuchus ormezzanoi \| \| \| \| \| \| Pachycheilosuchus trinquei \| \| \| \| |
|  |                                                                                            |
|  | Pietraroiasuchus ormezzanoi                                                                |
|  |                                                                                            |
|  | Pachycheilosuchus trinquei                                                                 |
|  |                                                                                            |

|  | Pietraroiasuchus ormezzanoi |
|  |                             |
|  | Pachycheilosuchus trinquei  |
|  |                             |

|  | Iharkutosuchus                                                                             |
|  |                                                                                            |
|  | \| \| Pietraroiasuchus ormezzanoi \| \| \| \| \| \| Pachycheilosuchus trinquei \| \| \| \| |
|  |                                                                                            |
|  | Pietraroiasuchus ormezzanoi                                                                |
|  |                                                                                            |
|  | Pachycheilosuchus trinquei                                                                 |
|  |                                                                                            |

|  | Pietraroiasuchus ormezzanoi |
|  |                             |
|  | Pachycheilosuchus trinquei  |
|  |                             |

|  | Iharkutosuchus                                                                             |
|  |                                                                                            |
|  | \| \| Pietraroiasuchus ormezzanoi \| \| \| \| \| \| Pachycheilosuchus trinquei \| \| \| \| |
|  |                                                                                            |
|  | Pietraroiasuchus ormezzanoi                                                                |
|  |                                                                                            |
|  | Pachycheilosuchus trinquei                                                                 |
|  |                                                                                            |

|  | Pietraroiasuchus ormezzanoi |
|  |                             |
|  | Pachycheilosuchus trinquei  |
|  |                             |

|  | Iharkutosuchus                                                                             |
|  |                                                                                            |
|  | \| \| Pietraroiasuchus ormezzanoi \| \| \| \| \| \| Pachycheilosuchus trinquei \| \| \| \| |
|  |                                                                                            |
|  | Pietraroiasuchus ormezzanoi                                                                |
|  |                                                                                            |
|  | Pachycheilosuchus trinquei                                                                 |
|  |                                                                                            |

|  | Pietraroiasuchus ormezzanoi |
|  |                             |
|  | Pachycheilosuchus trinquei  |
|  |                             |

## De 'Glen Rose Form'
Eerder waren crocodylomorfe fossielen uit de Glen Rose-formatie bekend onder de informele benaming van de 'Glen Rose Form'. Fossielen die onder deze naam bekend zijn, zijn een schedel in het National Museum of Natural History en twee gedeeltelijke skeletten in het Texas Memorial Museum, samen met geïsoleerde botten. Met de beschrijving van Pachycheilosuchus lijkt het erop dat de 'Glen Rose Form' een chimeer was geweest; de schedel en de twee skeletten missen de lipvormige kaak en procoele wervels, en vertegenwoordigen dus niet Pachycheilosuchus maar een onbeschreven vorm; maar ten minste enkele van de losse overblijfselen zijn van Pachycheilosuchus. Er waren dus ten minste twee crocodylomorfen in de Glen Rose-formatie.